# Chef de l'opposition (Belize)
Pour les articles homonymes, voir Chef de l'opposition.
Au Belize, le chef de l'opposition (en anglais : Leader of the Opposition), ou chef de la très loyale opposition de Sa Majesté, désigne le député qui dirige le plus grand groupe parlementaire ne soutenant pas le gouvernement.
Selon la Constitution, le chef de l'opposition est nommé par le gouverneur général du Belize, qui choisit le député qui lui paraît le plus susceptible d'obtenir la confiance de la majorité des élus de l'opposition à la Chambre des représentants. Par convention, la charge est généralement attribuée au chef du parti ayant le deuxième plus grand nombre de sièges.
Le chef de l'opposition dirige également le cabinet fantôme du Belize.

## Liste des chefs de l'opposition
| No   | Titulaire            | Portrait               | Mandat            | Mandat            | Parti politique | Parti politique        |
| No   | Titulaire            | Portrait               | Début             | Fin               | Parti politique | Parti politique        |
| ---- | -------------------- | ---------------------- | ----------------- | ----------------- | --------------- | ---------------------- |
| 1    | Theodore Aranda (en) | Illustration manquante | 21 septembre 1981 | 21 novembre 1982  |                 | Parti démocratique uni |
| 2    | Curl Thompson (en)   | Illustration manquante | 16 janvier 1983   | 14 décembre 1984  |                 | Parti démocratique uni |
| 3    | Florencio Marin (en) | Florencio Marin        | 17 décembre 1984  | 7 septembre 1989  |                 | Parti uni du peuple    |
| 4    | Manuel Esquivel      | Manuel Esquivel        | 7 septembre 1989  | 3 juillet 1993    |                 | Parti démocratique uni |
| 5    | George Cadle Price   | George Cadle Price     | 3 juillet 1993    | 10 novembre 1996  |                 | Parti uni du peuple    |
| 6    | Said Musa            | Said Musa              | 10 novembre 1996  | 30 août 1998      |                 | Parti uni du peuple    |
| 7    | Dean Barrow          | Dean Barrow            | 30 août 1998      | 8 février 2008    |                 | Parti démocratique uni |
| (6)  | Said Musa            | Said Musa              | 8 février 2008    | 30 mars 2008      |                 | Parti uni du peuple    |
| 8    | Johnny Briceño       | Johnny Briceño         | 30 mars 2008      | 18 octobre 2011   |                 | Parti uni du peuple    |
| 9    | Francis Fonseca      | Francis Fonseca        | 3 novembre 2011   | 31 janvier 2016   |                 | Parti uni du peuple    |
| (8)  | Johnny Briceño       | Johnny Briceño         | 31 janvier 2016   | 12 novembre 2020  |                 | Parti uni du peuple    |
| 10   | Patrick Faber (en)   | Patrick Faber          | 13 novembre 2020  | 24 juin 2021      |                 | Parti démocratique uni |
| 11   | Moses Barrow         | Moses Barrow           | 24 juin 2021      | 16 septembre 2021 |                 | Parti démocratique uni |
| (10) | Patrick Faber (en)   | Patrick Faber          | 16 septembre 2021 | 1er février 2022  |                 | Parti démocratique uni |
| (11) | Moses Barrow         | Moses Barrow           | 1er février 2022  | 14 mars 2025      |                 | Parti démocratique uni |
| 12   | Tracy Panton         | Tracy Panton           | 14 mars 2025      | En cours          |                 | Parti démocratique uni |